# Liste der Biografien/Martiny
Liste der Biografien |
Portal Biografien |
Personensuche
# |
A |
B |
C |
D |
E |
F |
G |
H |
I |
J |
K |
L |
M |
N |
O |
P |
Q |
R |
S |
T |
U |
V |
W |
X |
Y |
Z |
?
 
Ma |
Mb |
Mc |
Md |
Me |
Mf |
Mg |
Mh |
Mi |
Mj |
Mk |
Ml |
Mm |
Mn |
Mo |
Mp |
Mq |
Mr |
Ms |
Mt |
Mu |
Mv |
Mw |
Mx |
My |
Mz
 
Maa |
Mab |
Mac |
Mad |
Mae |
Maf |
Mag |
Mah |
Mai |
Maj |
Mak |
Mal |
Mam |
Man |
Mao |
Map |
Maq |
Mar |
Mas |
Mat |
Mau |
Mav |
Maw |
Max |
May |
Maz
 
Mara |
Marb |
Marc |
Mard |
Mare |
Marf |
Marg |
Marh |
Mari |
Marj |
Mark |
Marl |
Marm |
Marn |
Maro |
Marp |
Marq |
Marr |
Mars |
Mart |
Maru |
Marv |
Marw |
Marx |
Mary |
Marz
 
Marta |
Marte |
Marth |
Marti |
Martj |
Martl |
Martm |
Martn |
Marto |
Martr |
Marts |
Martt |
Martu |
Martw |
Marty |
Martz
 
Martia |
Martic |
Martie |
Martig |
Martik |
Martil |
Martim |
Martin |
Martir |
Martis |
Martit |
Martiu |
Martiv
 
Martin, A |
Martin, B |
Martin, C |
Martin, D |
Martin, E |
Martin, F |
Martin, G |
Martin, H |
Martin, I |
Martin, J |
Martin, K |
Martin, L |
Martin, M |
Martin, N |
Martin, O |
Martin, P |
Martin, Q |
Martin, R |
Martin, S |
Martin, T |
Martin, U |
Martin, V |
Martin, W |
Martin, Z |
Martina |
Martinb |
Martinc |
Martind |
Martine |
Marting |
Martinh |
Martini |
Martinj |
Martink |
Martino |
Martinp |
Martins |
Martinu |
Martiny |
Martinz
Die Liste der Biografien führt alle Personen auf, die in der deutschsprachigen Wikipedia einen Artikel haben. Dieses ist eine Teilliste mit 12 Einträgen von Personen, deren Namen mit den Buchstaben „Martiny“ beginnt.

## Martiny
- Martiny, Anke (1939–2016), deutsche Politikerin (SPD), MdB, Autorin
- Martiny, Dieter (* 1944), deutscher Rechtswissenschaftler
- Martiny, Donald (* 1953), US-amerikanischer Künstler
- Martiny, Eduard (1808–1876), deutscher Arzt und Badehausbesitzer
- Martiny, Friedrich (1819–1897), deutscher Jurist, Mitglied der Frankfurter Nationalversammlung und des Preußischen Abgeordnetenhauses
- Martiny, Johann Georg von († 1712), kaiserlicher Feldmarschalleutnant
- Martiny, Lajos (1912–1985), ungarischer Jazzmusiker (Piano, Komposition)
- Martiny, Martin (1942–2013), deutscher Soziologe und Vorstand der Vattenfall Europe
- Martiny, Nikolaus von (1896–1991), österreichischer Offizier, Fabrikant und Kunstkeramiker
- Martiny, Peer (* 1958), deutscher Regisseur, Schauspieler, Autor und Aktions- und PerformancekünstlerPeer Martiny (* 1958)

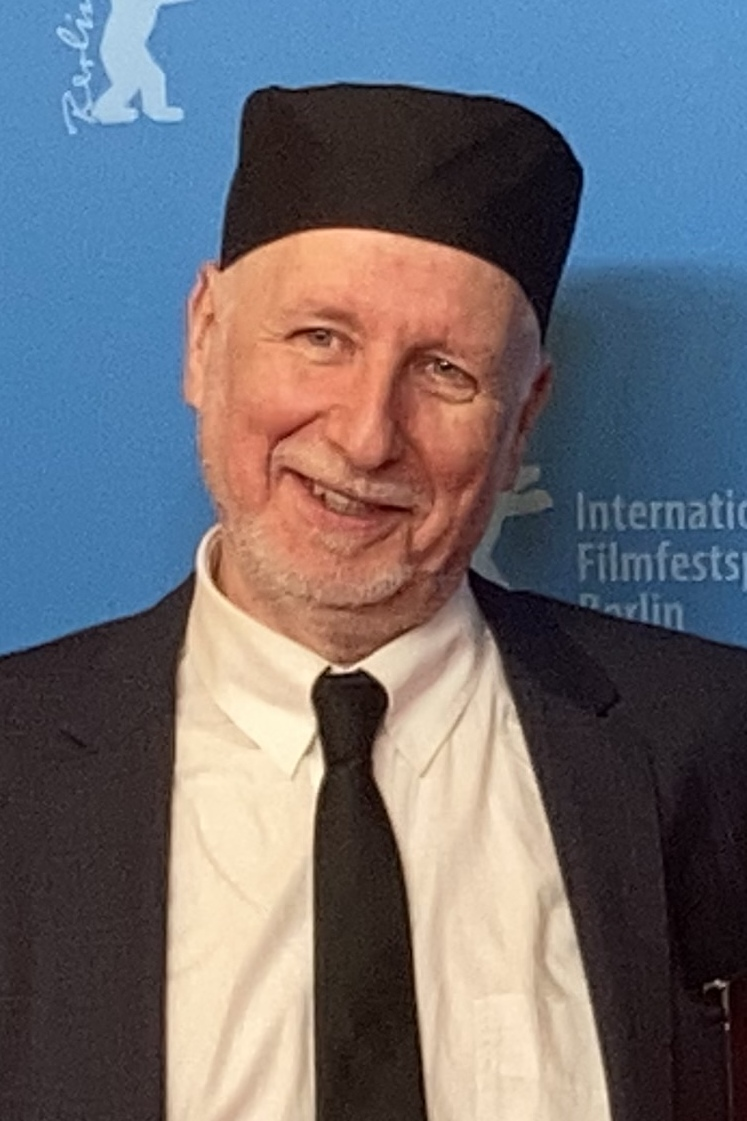
Peer Martiny (* 1958)

- Martiny, Rudolf (* 1870), Historiker und Staatsarchivar
- Martiny-Holzhausen, Margarethe (1893–1976), österreichische Bildhauerin, Malerin, Kinderbuchautorin und Illustratorin